# Wallmerod
Wallmerod est une municipalité et chef-lieu de la Verbandsgemeinde de Wallmerod, dans l'arrondissement de Westerwald, en Rhénanie-Palatinat, dans l'ouest de l'Allemagne.

## Références

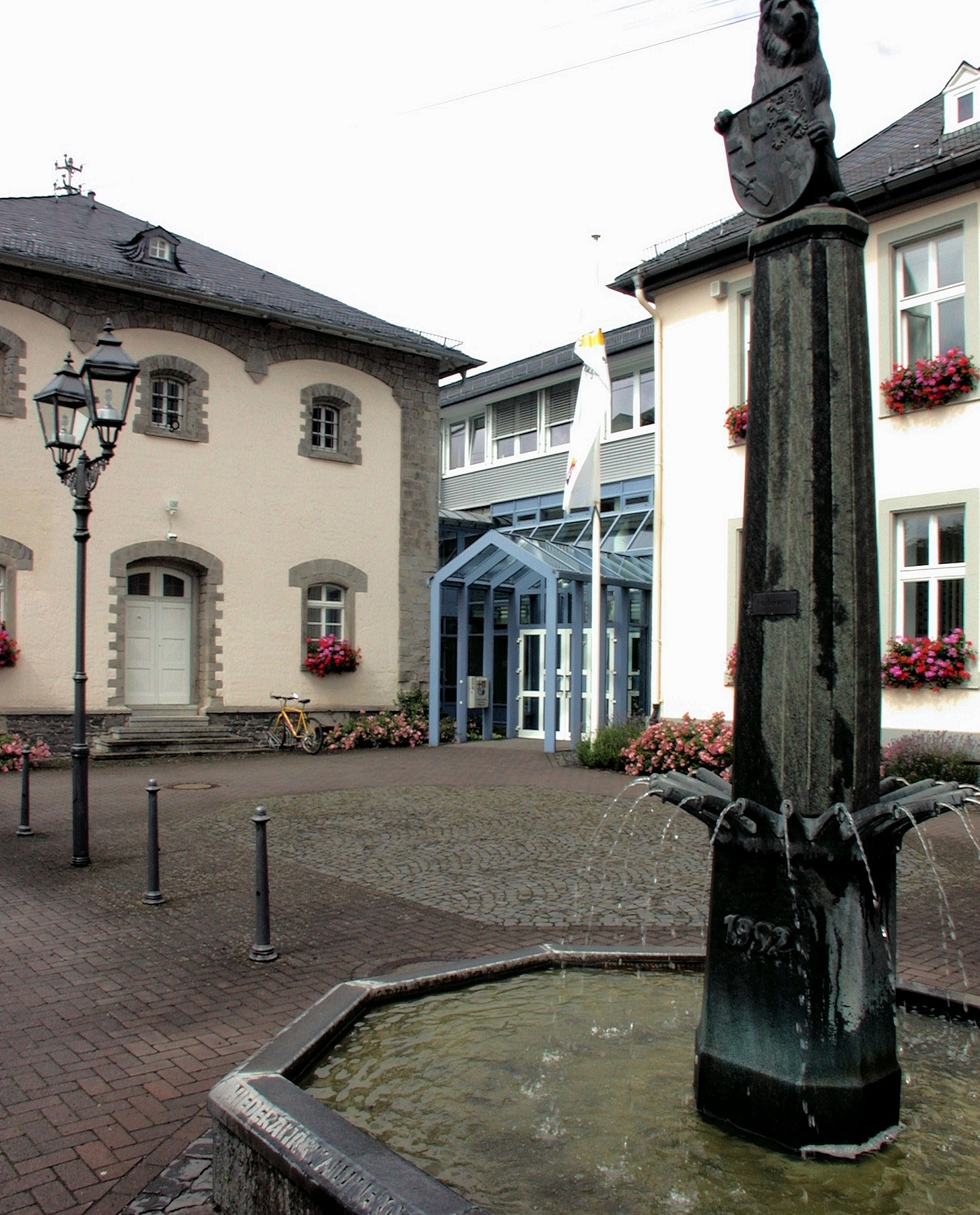
Mairie de Wallmerod